# 飢餓三十人道救援行動
飢餓三十人道救援行動，簡稱，是世界宣明會為了幫助世界各地受到天災人禍、疾病威脅的人免於痛苦的活動。活動名稱的命名，來自聖經中禁食禱告的原意，親身感受飢餓，體會遭逢不幸者的感覺。世界上第一個飢餓三十活動，是1971年一群加拿大的青少年在亞伯達省卡加利市（Calgary）的一所教會中體驗禁食30小時（一天又6小時），來為衣索比亞的飢民募款。如果在這30小時之內吃東西，將無法領取證書。

## 中華民國（臺灣）
臺灣的飢餓三十活動，主要由台灣世界展望會舉辦。第一屆的飢餓三十活動舉辦於1990年，援助國包括蘇丹、莫三比克和衣索比亞。

### 第15屆(2004年)
第15屆飢餓三十「少了你，就少了他」，活動代言人黃立行、范瑋琪，8月14日-8月15日於國立台灣大學綜合體育館舉行，希望能號召超過5000名愛心人士參加。今年首度舉辦兒童飢餓體驗營，讓小朋友表達愛心也能不落人後。黃立行擔任愛心大使，深入非洲落後國家進行人道援助工作。看到非洲不少貧困兒童遭受戰亂還有愛滋病的摧殘，黃立行呼籲大家一同慷慨解囊，即使在便利商店捐點零錢，也能發揮愛心！范瑋琪前往飽受戰火摧殘的阿富汗。阿富汗因為地理位置的特殊，長期的地域衝突和乾旱造成嚴重的地區性飢荒，僅有13％的人口可以獲得安全的水。范瑋琪此行將與展望會人員探訪阿富汗赫拉特地區的學校和醫院，將阿富汗近況以及當地人民需要帶回台灣。

### 第16屆(2005年)
第16屆飢餓三十「站上救命第一線」，響應南亞海嘯救援，代言人張惠妹前進飢荒之地南蘇丹。關心的主要議題包括馬拉威、寮國、北韓的糧食援助，史瓦濟蘭、賴索托、衣索比亞的愛滋病童關懷照護，北蘇丹、東剛果、阿富汗、獅子山國等受戰火波及國家的學校、醫療重建，還有受到風災侵襲的菲律賓、海地、台灣等地的協助。飢餓體驗營於8月13日14:00-8月14日20:00，在國立中山大學足球場舉行。

### 第17屆(2006年)
第17屆飢餓三十「有你救有希望」持續發光、發熱。首度舉辦飢餓體驗DIY自辦營隊活動黑人陳建州、王宏恩與五名青年飢餓大使共同前往辛巴威展開關懷與志工服務之旅。放眼國內外現況，天災人禍不斷，無數兒童及其家庭依然在受苦中掙扎！今年，台灣世界展望會希望透過飢餓三十，廣結各界愛心，援助包括：東剛果、馬拉威、史瓦濟蘭、北韓、印度、印尼、阿富汗等17個國家中，飽受天災、戰爭、愛滋、飢荒的受災家庭，以及協助台灣許多急難家庭和持續的災後重建工作。飢餓體驗營於8月5日12:00-8月6日18:00，在台灣大學綜合體育館大會師。

### 第18屆(2007年)
孫燕姿代言第18屆飢餓三十，響應援助台灣急難家庭，走訪西非尼日，呼籲台灣民眾一起攜手體驗飢餓，今年預計募集新台幣1.5億元，做為國內外25個國家的緊急救援經費。其中，將以新台幣6,500萬元在第一時間，做為國內緊急救援、災後重建、急難救助、失業輔導之用，以幫助國內面臨災變、失業之家庭及兒童生活景況獲得安置與改善，此外，新台幣8,500萬元則針對尼日、烏干達、北韓、印度、斯里蘭卡、東剛果、南蘇丹、肯亞、阿富汗等飽受糧荒、愛滋、醫療落後、戰火侵蝕的兒童及家庭進行餵食救援、醫療照顧、獲得安身之所，幫助他們重獲生存的希望。8月4日超過6,500位來自全台各地的飢餓勇士齊聚台大綜合體育館大會師，有來自離島、台灣最南端的恆春、高山、濱海的愛心民眾，用他們的實際行動，共同為全球正處於飢餓、戰火、愛滋、醫療缺乏的兒童請命，呼籲台灣民眾「一塊救一命」加入「救援世界飢餓兒童，援助台灣急難家庭」行列。

### 第19屆(2008年)
「飢餓三十人道救援行動」的愛心關懷，在今年五月接連發生的緬甸風災及中國大陸四川震災，做了即時的回應，台灣世界展望會會長杜明翰會長及本屆代言人蔡依林也在四川震災發生後不久曾親身走訪四川災區關懷、慰問當地災後兒童。而糧荒、天災、戰爭、疾病等，都是造成世界無數兒童生存在飢餓中的原因，今年除幫助四川、緬甸災民的需要，也將緊急回應糧食短缺、糧價高漲所帶來的全球性危機，以及飽受戰禍、天災而致缺糧的難民兒童、家庭，和關懷愛滋孤兒，還有台灣經濟弱勢的急難家庭、受災家庭等，第19屆飢餓三十計畫募集1億5千萬捐款，救援國內外飢餓、貧困、災禍中的兒童及家庭的需要，8月16日超過6,600名飢餓勇士齊聚台大綜合體育館大會師，一同分享「飢」情，再創飢餓三十愛心高峰，以行動宣告幫助苦難的人群『遠離餓夢 遇見希望』。

### 第20屆(2009年)
5月24日至6月2日活動代言人王力宏為台灣世界展望會第20屆飢餓三十人道救援行動，前進西部非洲的獅子山共和國，共十天的關懷行程，王力宏此行將見證獅子山共和國兒童的飢餓、戰亂、童工問題需求和飢餓三十援助的成果，帶回台灣與國人分享。此次預計募款1億5千萬元，將投入國外進行援糧餵食、醫療照顧、愛滋關懷、戰後重建、緊急安置等工作，以及國內飽受天災、意外打擊的台灣災區重建、急難和高風險家庭，一起為受災民眾禱告祝福。活動在2009年8月15日中午12時至8月16日下午6時舉行，王力宏和全台1萬5千名飢餓勇士齊聚國立體育大學林口綜合體育館舉行萬人大會師，由於八八水災重創南台灣，正值八八水災災後哀傷時期，這次的大會師活動以「希望不滅，守護家園，八八賑災總動員」為活動主軸，總統夫人周美青也到場打氣，為災民祈福，並號召國人加入莫拉克風災賑災行列，一起為飢餓三十寫下愛心歷史。

### 第21屆(2010年)
第21屆飢餓三十人道救援行動「餓夢不再．救要現在」，於2010年8月7日中午12時至8月8日下午6時於全台各地舉行，並於8月8日在桃園林口體育館大會師，活動代言人蕭亞軒與黃立行。近年來，因氣候變遷、水災、旱災、糧荒、糧價高漲等因素，天災所造成的影響和災情，無論在國內或是國外，都有日益嚴重的趨勢，根據聯合國統計，全球飢餓人口已突破10億人，無數的孩子正在死亡邊緣掙扎，而在台灣八八水災的重建工作，需要你我持續關懷。為了讓國內民眾，同步關心國內外的需要，今年，特別邀請藝人蕭亞軒、黃立行雙代言，期望能將國人對飢餓三十的關懷，傳達給正遭受飢餓、天災、糧荒所苦的兒童。蕭亞軒將代表台灣民眾走訪非洲肯亞，關懷飢餓兒童的需要，而黃立行則將前往國內八八災區，關注重建工作暨帶領志工協助重建的需要。

### 第22屆(2011年)
活動代言人陳綺貞與盧廣仲，飢餓體驗營於2011年7月30日中午12時至7月31日下午6時，在國立體育大學林口綜合體育館舉行。因適逢民國100年，百年來台灣的美麗和改變，民眾有目共睹；邁向未來，全球暖化、氣候變遷的急遽改變，所造成的各樣天災勢必為台灣帶來影響。每一年，飢餓三十關懷國內外因天災、糧荒、戰火、愛滋的影響，而流離失所的兒童及其家庭獲得幫助。今年，飢餓三十特別邀請民眾共同關注國內的需要，將以「珍愛地球 讓台灣再美麗100年」為飢餓體驗活動焦點，邀請全台民眾，用行動和創意讓台灣持續美麗，也一同邀大家重視珍愛地球。

### 第23屆(2012年)
第23屆飢餓三十「Famine No More！飢餓不再」，預計募集2億元經費，投入國內外救援工作，其中1億元投入國內急難家庭援助、災害防治、特況家庭、兒童送餐等緊急救援工作；1億元搶救國外正遭受糧荒、天災、戰火、愛滋所苦的兒童及其家庭，活動代言人Eddie彭于晏與郭采潔，飢餓體驗營於2012年2月11日中午12時至2月12日下午6時，在高雄左營國家體育場舉行，今年共3.5萬人參加，人數創新高，總統夫人周美青也到場響應，為參加者加油打氣，今年的飢餓營活動有別於往年，為了讓民眾更深刻體會飢餓兒童的困境和感受，台灣世界展望會特別邀請設計科系的師生，在高雄國家體育場設計實境體驗展館，將非洲兒童所遭遇飢荒、戰火的生活，在台灣實際呈現，帶領民眾體驗飢荒、天災、愛滋、戰火及貧窮對兒童生活帶來的巨大影響。主辦單位統計，今年參與的營友平均年齡為18歲，最年長的是92歲，年紀最小的今年才5歲。

### 第24屆(2013年)
第24屆飢餓三十人道救援行動「HUNGER FREE生命糧　搶救危飢兒童」，活動代言人伍佰在2013年1月，與台灣世界展望會前往非洲探視當地遭受糧荒之苦的孩子，計畫募集新台幣4億元，援助國外天災緊急救援與重建、緊急糧食危機、愛滋防治與愛滋遺孤關顧、戰後重建暨難民援助，以及國內緊急救援、高風險與急難家庭救助等，飢餓體驗營於2013年2月2日中午12時至2月3日下午6時，在高雄左營國家體育場舉行。

### 第25屆(2014年)
第25屆飢餓三十人道救援行動「Action！For Children For Change 搶救兒童 轉變生命」，主辦單位邀請知名藝人潘瑋柏、楊丞琳代言活動，兩人現身分享前往西非尼日參與關懷之旅的見證與感動，並為在場營友加油打氣。楊丞琳表示，陽光和煦、氣溫舒適，期許大家都能藉此體驗難民心境，成功挑戰這項艱難任務，潘瑋柏也說，看到不同年齡層的朋友齊聚一堂，內心非常感動，也期待這股巨大力量能傳播到世界每個角落；飢餓勇士大會師於2014年1月25日中午12時至1月26日下午6時，在高雄左營國家體育場舉行，今年共5萬人參加，超馬好手陳彥博更特別親到現場為愛而跑，帶領營友響應「愛的里程數─為飢餓兒童而跑」長跑募款行動，跑一圈即募集1萬元金額，展現超高意志力，陳彥博希望透過跑步邀請更多營友一棒接著一棒傳愛響應，也讓更多人關注到世界的需要。大會主題曲為「大手牽著小手」，由讚美之泉創作。

### 第26屆(2015年)
第26屆飢餓三十人道救援行動「Hunger On The Run 當愛聚集 飢餓遠離」，來自全台各地4萬5千名飢餓勇士於2015年2月7日中午12時至2月8日下午6時齊聚高雄左營國家體育場，活動代言人張鈞甯、林俊傑，關注身處糧荒、天災、戰火中脆弱國家的飢餓兒童，以及台灣遭逢生活急難的特殊景況家庭。

### 第27屆(2016年)
第27屆飢餓三十人道救援行動「Hero Fighter Zero Hunger 勇士出擊 危飢遠離」，將於2016年7月30日中午12時至7月31日下午6時首度於臺北國立臺灣大學綜合體育館、彰化縣立體育場、高雄巨蛋體育館、花蓮縣立體育場四地連線同時展開。活動代言人為A-Lin、吳克群、許瑋甯、盧廣仲。

### 第28屆(2017年)
第28屆飢餓三十人道救援行動「Together We Will 齊飢再造奇蹟！」，於2017年7月15日中午12時至7月16日下午6時齊聚高雄高雄巨蛋體育館、彰化縣立體育場、花蓮縣立體育場三地同步展開，活動代言人畢書盡、宋芸樺、李玉璽。號召大眾關懷國內外弱勢兒童的需要，將台灣愛心廣傳世界，讓最脆弱無助的孩子獲得一口救命糧、不再流離失所，更能擁有生存盼望。

### 第29屆(2018年)
第29屆飢餓三十人道救援行動「Act Against Hunger 飢餓不再 救是現在！」，於2018年7月14日中午12時至7月15日下午6時齊聚高雄巨蛋體育館、林口綜合體育館，兩地同步展開，活動代言人劉以豪、韋禮安。為世上遭受荒涼、天災、戰火、急難的兒童，及國內特殊景況家庭，齊心齊力發生，創造愛的奇蹟！連結在地關懷力量，滾動世界愛心巨輪，讓我們所關心的孩子，感受最大的生命盼望，「救」是現在！

### 第30屆(2019年)
第30屆飢餓三十人道救援行動「Rescue Now! 搶救最脆弱兒童」，於2019年7月13日中午12時至7月14日下午6時齊聚高雄巨蛋體育館，但因活動中途醫護站檢測出多名感染流感之營友，故於第一日(7月13日)晚間即宣布活動取消，並開放營友填寫離營單後自行離營，或於第二日白天搭乘專車離開。

## 香港
而香港的饑饉三十，由香港世界宣明會及商業二台（叱咤903）合辦。一共有多種形式，包括饑饉三十、饑饉一餐、亦有專給長者參與的耆英饑饉8小時。每年通常由歌手和903節目主持人身體力行，到別處探訪。舉辦地方現為香港仔運動場。近幾屆叱咤903都現場直播開幕和閉幕典禮。2010年開始透過Hong Kong Toolbar視像直播部份環節。

### 第17屆(2000年)
「饑饉之星」為楊千嬅、陳奕迅、DJ森美及 DJ Mini 蔡冕麗。大會主題曲為《Namasgar你好嗎》，由四位饑饉之星合唱。

### 第18屆(2001年)
「饑饉之星」為许志安及 DJ Mini 蔡冕麗。大会主题曲为《垃圾天堂》，由许志安主唱。

### 第19屆(2002年)
「饑饉之星」為楊千嬅、黃貫中和謝茜嘉。主題為「給孩子一個安穩的世界」。本年楊千嬅、黃貫中遠赴緬甸，為當地的孩子送上愛心與關懷，希望可以喚起大眾的關注。大會主題曲為楊千嬅的《學習街童》。

### 第20屆(2003年)
當時香港正爆發SARS疫情，饑饉營被取消，所有營友在家饑饉。閉幕禮改在商業電台的後花園舉行。

### 第21屆(2004年)
大會主題曲為何韻詩作曲的《一秒》，由何韻詩、DJ Mini 蔡冕麗、方力申合唱。

### 第22屆(2005年)
大會主題曲為梁漢文的《天使愛》。

### 第23屆(2006年)
大會主題曲為古巨基的《預感》及眾星合唱的《記緊‧饑饉》。

### 第24屆(2007年)
「饑饉之星」為容祖兒、E和Wing。「饑饉愛心大使」：李華明議員、張超雄議員和張文光議員。「饑饉天使」為EO2、Sun Boy'z、泳兒、張繼聰、衛詩和關楚耀。主題為肯尼亞的糧食、水源問題，口號為「饑饉三十　改變世界我可以」。饑饉體驗營於2007年4月14日下午2時至4月15日晚上10時10分於香港仔運動場舉行。首次舉行飢餓行活動。大會主題曲為容祖兒的《兒歌》。

### 第25屆(2008年)
「饑饉之星」為梁詠琪和卓韻芝。「饑饉天使」為周麗淇、關智斌、洪卓立、周柏豪和HotCha。「饑饉助養使者」為鄭秀文。「饑饉PA」（即饑饉節目助理）阿Bu。大會主題曲為梁詠琪、卓韻芝和阿Bu合唱的《小娃娃大英雄》，他們也到了老撾探訪。
在舉行當日（4月19日），因天氣惡劣關係（颱風浣熊吹襲，最惡劣時香港天文台發出了三號強風信號、黑色暴雨警告信號、雷暴警告、山泥傾瀉警告和新界北部水浸特別報告），原定在下午2:30舉行的開幕儀式要延遲半個小時在看台舉行，其後因為雨勢加劇，大會在晚上7時向在室內運動場等待的5000名營友宣布取消饑饉營，並安排車輛把他們送到安全地方解散並希望其自行在家饑饉。有小部份營友堅持留宿營地，在工作人員勸喻下離開。原定當晚在營地舉行的饑饉分享晚會轉為商業二台室內直播，由於本屆饑饉的25週年，大部份歷屆饑饉之星和饑饉天使都出現在分享晚會。
翌日上午8時大會宣布營地在上午10:30重新開放，營友可返回營地繼續饑饉，下午的活動和閉幕禮音樂按照原定安排繼續進行，全部活動在晚上8時完成。

### 第26屆(2009年)
「饑饉之星」為張敬軒、蔡卓妍和細So。「饑饉助養使者」為周慧敏。「饑饉PA」（即饑饉節目助理）為急急子。他們到了尼泊爾探訪，相關片段在2009年4月18日晚上11時在翡翠台節目《宣明會特約：助養營救飢餓孩子》中播出。「饑饉天使」為G.E.M.、胡杏兒、陳偉霆、農夫和Mr.。「饑饉愛心大使」為曾鈺成、馮檢基、葉國謙、梁家傑、湯家驊和涂謹申。口號為「饑饉三十　營救十億」。今年有4000人參加，年齡由最小的5歲至最老的71歲。大會目標是希望籌款1500萬元。
本屆饑饉營在2009年4月18日至19日晚上8時舉行。因為天雨關係，大會提早讓非留宿營友離開，部份活動亦移師室內舉行。
森美移動也在2009年4月18日的直播節目中，作一個名為《饑饉三十真心真身分享》，主持人互相分享到援助國探訪的經歷。

### 第27屆 (2010年)
「饑饉之星」為謝安琪和朱薰。「饑饉PA」（即饑饉節目助理）為豪子。他們於2010年1月31日至2月5日，到孟加拉探訪。「饑饉天使」為Mr.、鍾舒漫、鄧麗欣、徐子珊、陳偉霆、王梓軒、陳柏宇和野仔。「饑饉愛心大使」為曾鈺成、涂謹申、湯家驊、葉國謙和馮檢基。今屆口號為「饑饉三十　同心回應無聲飢餓」。
本屆饑饉營在2010年4月17日下午2時至18日晚上8時舉行。張學友先生作為神秘嘉賓出席開幕禮，掀起全場最高潮。今屆首次透過Hong Kong Toolbar視像直播部份環節。

### 第28屆 (2011年)
「饑饉之星」為何韻詩和當奴。 糖兄妹、周柏豪、C Allstar、RubberBand、農夫、盧凱彤等歌手亦有出席支持。大會主題曲為Beyond的Amani，口號為「全城飢饉全城愛」。
本屆饑饉營在2011年4月16日下午2時至4月17日晚上8時舉行。4月17日傍晚，由於雨勢太大，閉幕禮移至黃竹坑室內體育館進行。因為體育館只能容納一半饑饉英雄，留在看台上的營友可透過現場的電視屏幕收看。最後，一眾叱吒903 DJ也來到台前與看台上的營友一同觀看閉幕音樂會和進行倒數。

### 第29屆 (2012年)
「饑饉之星」為王菀之、張敬軒和小儀。今屆關懷對象為飽受糧荒煎熬的東非災民。大會主題曲為Beyond的光輝歲月，口號為「全城傳愛　饑荒不再」。
本屆饑饉營在2012年4月14日下午2時至15日晚上8時舉行，共有5000多名參加者，其中3000名為30小時饑饉營，餘下2000名為8小時饑饉營。

### 第30屆 (2013年)
本屆為「飢饉三十」活動舉辦三十週年，「饑饉之星」為方大同、周國賢和麻利亞，口號為「Love Never Fails」。
他們於2013年1月29日隨宣明會由香港出發前往柬埔寨，展開為期四日的饑饉之旅，探訪宣明會其中兩個區域發展項目 Samrong I 及 Samrong II。
。

本屆饑饉營在2013年4月6日下午2時至7日晚上8時舉行，共有4,200多名參加者，其中2,600名為30小時饑饉營，餘下1,600名為8小時饑饉營。今年全年饑饉活動的籌款目標為港幣1,300萬元，支持宣明會在有需要地區推行各項糧食保障及發展項目。大會主題曲為周國賢的「童夢」。

### 第31屆 (2014年)
「饑饉之星」為 RubberBand和細So，口號為「用愛拉近世界」。他們於2014年1月22日隨宣明會由香港出發前往非洲南部的辛巴威，展開為期七日的饑饉之旅，探訪當地貧困地區兒童， 了解他們貧窮及飢餓的問題。

本屆饑饉營在2014年4月12日下午2時至13日晚上8時舉行，大會主題曲為RubberBand的「We Are One」。

### 第32屆 (2015年)
「饑饉之星」為 周柏豪、林欣彤和梁文禮，口號為「赤腳走進貧窮、用愛拉近世界」。原定他們於2015年1月出發前往孟加拉探訪貧童，但因當地政局不穩而取消原定的探訪活動。他們於2015年3月3日隨宣明會由香港出發前往菲律賓，展開為期4日的饑饉之旅。

本屆饑饉營在2015年4月11日下午2時至12日晚上8時舉行。大會主題曲為周柏豪的《天不怕地不怕》。

### 第33屆 (2016年)
2016年的「饑饉之星」共有10人，包括C AllStar、Supper Moment、阿檸和Colin，口號為「2cm的距離」。他們於2016年2月17日隨宣明會由香港出發前往非洲的埃塞俄比亞，展開為期七日的饑饉之旅。但兩個歌手單位各有兩位成員（King、Jase@C AllStar及Martin、CK@Supper Moment）未有隨行。
本屆饑饉營在2016年4月9日下午2時至10日晚上8時舉行。大會主題曲為C AllStar、Supper Moment、Colin和阿檸合唱的《孩子的天空》。

### 第34屆 (2017年)
為吸引更多人參加，宣明會是年一改33年的傳統，不再局限於一個營地或某個特定時間，以個人或團隊接力饑饉一餐或24小時的方式，取代過去集體空肚入體驗營的模式；活動於4月1日開始，至30日完結。報名參與者可呼籲親友支持贊助，目標捐出每餐100元飯錢。

### 第35屆 (2018年)
2018年的「饑饉之星」共有10個單位，包括AGA、JW、Robynn & Kendy、ToNick、吳業坤、林奕匡、胡鴻鈞、許廷鏗、鄧小巧、關楚耀，「饑饉大使」為林嘉欣，口號為「飢餓，看不見的暴力」。
本屆饑饉營在2018年4月7日下午2時至8日晚上8時舉行。

### 第36屆 (2019年)
因為運動場看台重建工程關係，餓著行活動在2019年4月6日早上11時至晚上7時舉行。

### 第37屆 (2020年)
受2019冠狀病毒疫情影響，取消饑饉三十營。

### 第38屆 (2021年)
今年有四位饑饉之星，包括關智斌、姜濤及艾粒。

### 第39屆 (2022年)
尖沙咀中港城舉行饑饉超市模式，包括張紋嘉、梁釗峰、吳海昕、余逸思、伍熹賢、鍾雪瑩、趙慧珊、
車淑梅、徐榮。

### 第40屆 (2023年)
馬灣挪亞方舟舉行

## 马来西亚
马来西亚的飢餓三十活動，主要由马来西亚世界宣明会舉辦，在星洲日报的协助下筹办了马来西亚首届饥饿30。第一屆的飢餓三十活動舉辦於1997年，由于当年发生了震惊世界的朝鲜饥荒，善款如泉水般自各方涌进，筹款共达2百60万令吉。

为了让在其他州属的大众有机会参与饥饿30，在2008年起，饥饿30以DIY自办营会的方式进行。第一年进行DIY方式，共50个DIY营会在马来西亚半岛各个州属举办，众艺人也与饥饿勇士们聚集一起进行倒数活动共襄盛举。

### 第16屆 (2013年)
第16屆飢餓三十「童心协力·对抗饥饿」，2013年饥饿30爱心大使是台湾著名创作歌手范玮琪。7月13日-7月14日於吉隆坡武吉加里尔布特拉室内体育场舉行。

### 2018年
第21届饥饿三十「守护孩童，有你有我 You and I,rise up for children」邓紫棋担任了2018年马来西亚饥饿三十人道救援行动－爱心大使

### 2019年
第22届饥饿三十「Kita sama-sama change the world」尤长靖 担任了2019年马来西亚饥饿三十人道救援行动-爱心大使，演唱了两首新歌-一颗星的夜和一个人记得。

## 外部連結
- （英文）飢餓三十官方網站 （页面存档备份，存于）
- （繁體中文）台灣世界宣明會 - 飢餓三十
- （繁體中文）香港世界宣明會 - 饑饉三十 （页面存档备份，存于）